# Luke Erceg
Luke Erceg (* 11. August 1993 in Australien) ist ein australischer Schauspieler. Bekannt wurde er durch die Fernsehserie Meine peinlichen Eltern.

## Karriere
Erceg spielt in Meine peinlichen Eltern die Rolle des Leon Lipowski. Außerdem spielt er im Kurzfilm Equal Opportunity als Scott und in 2 Folgen der Fernsehserie All Saints als Guy Torey mit. In der Serie Emmas Chatroom, die Ende 2010 in Deutschland erstmals ausgestrahlt wurde, spielt Erceg die Rolle des Dan den Pferdeliebhaber.

## Filmografie
- 2006: Meine peinlichen Eltern (Mortified, Fernsehserie, 26 Folgen)
- 2006: Equal Opportunity (Kurzfilm)
- 2010: Home and Away (Seifenoper)
- 2010: Emmas Chatroom (a gURLs wURLd, Fernsehserie, 10 Folgen)